# Another Tale
Another Tale was een Duits-Franse rock-band van gothic-strekking.
Frank Peter Hermsen, alias Robert P. Dougoll, en DT Hügen stichtten in 1990 een muziekproject om het experimentele album Songs about Dreams and Tears uit te brengen. Ze gebruikten synthesizers en een drumcomputer, met Horst Leis als gitarist. Dougoll was de zanger. Eén jaar later tekenden ze een contract bij Hyperium, een label dat hun album Nightmare Voices, dat ze aanvankelijk in eigen beheer uitgebracht hadden, verspreidde. Van bij het begin was de stijl melancholisch, vol zwaarmoedige structuren. Reinhold Heßling, alias Ryan O'Tale, werd de drummer. Voor hun volgende album, Into the Dawn, werd DT Hügen door Pierre Olivier Buttini vervangen. Another Tale maakte enkele tournees door Noordrijn-Westfalen, en werd geleidelijk aan steeds populairder.
De samenwerking met Hyperium leverde nog twee verdere albums op, en de band kende nog enkele personeelswissels, terwijl de productiekosten steeds hoger opliepen. In 1996 verbraken ze de samenwerking met het label, teneinde het jaar daarop hun eigen label, Twentyseconds Music, op te richten. Vervolgens werd Dougoll echter zwaar ziek, hetgeen de groep noodgedwongen stillegde.
Toen de zanger genezen was, volgden tournees door Italië en Ierland; nummers van de groep verschenen in de late jaren 90 op meerdere verzamel-cd's. De bezetting was toentertijd sterk uitgebreid: Cornelie Zillhardt kwam bij Another Tale als violiste, Ron Engel als bassist, Stefan Bugal was hoofdgitarist en 'Mr. Sebastian' drummer. Typerende nummers zijn onder andere 'Frozen Eyes' en 'Not a Lovesong': melodieuze, strakke gothic rock tot darkwave, met een sterke, krachtige zang.
Na het Frozen Eyes-album uit 2001 is de groep uitgedoofd; zanger Robert P. Dougoll, opnieuw ziek, overleed in 2002.

## Discografie
- 1990 Songs about Dreams and Tears
- 1991 Nightmare Voices
- 1992 Into the Dawn
- 1993 Heimat
- 1995 Chords in Blue
- 1997 Deependence
- 1998 Once
- 2001 Frozen Eyes